# Csillagösvény labirintus

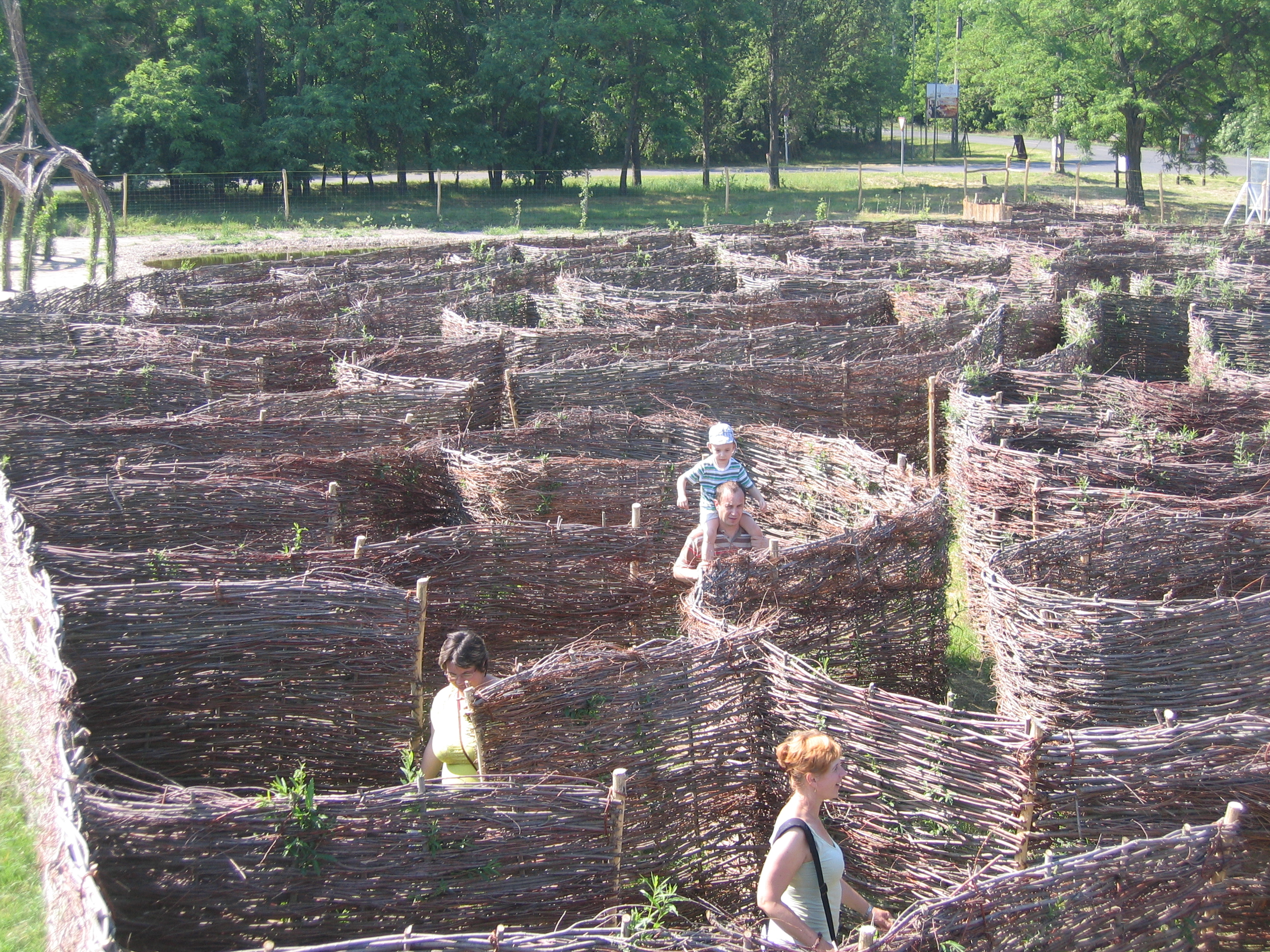
Fűzfafonat-labirintus

A Csillagösvény labirintus egy Ópusztaszeren található sövénylabirintus, Magyarország első tematikus labirintusa. A legendás csodaszarvast formázó sövényfalak 3,5 kilométer hosszan kanyarognak. Az elágazásoknál a térség történetével, kultúrájával, élővilágával, érdekességeivel kapcsolatos, többféle tematikájú, választhatóan magyar vagy angol nyelvű kérdésekre adott válaszok segítenek a helyes út megtalálásában. Az útvonal fahidakon vezet át, végül egy kilátó nyújt pihenési lehetőséget.
A fűzfafonat-labirintus 1200 méter hosszúságú, embermagasságú falait a Tisza-parti füzek ágaiból fonták, és egy honfoglalás kori övcsat mintáját formázza.
A számháborúpálya 138 fája számháborúzásnak ad otthont. Kisgyermekek számára egy fajátszótér és a mozgáskészséget fejlesztő mini-labirintus is található itt.

## Külső hivatkozások
- Hivatalos oldal